# Hans Wolff
Hans Joachim Wolff (ur. 24 września 1895 Mühlhausen/Thüringen, zm. 16 maja 1918 w okolicach Brunvillers-la-Motte) – as lotnictwa niemieckiego Luftstreitkräfte z 10 potwierdzonymi zwycięstwami w I wojnie światowej.
Po przeniesieniu do lotnictwa i ukończeniu szkolenia został przydzielony do FFA(A) 216. 6 czerwca 1917 roku został przeniesiony do eskadry myśliwskiej Jagdstaffel 11 dowodzonej przez Kurta Wolffa. W jednostce odniósł łącznie 10 potwierdzonych zwycięstw. Pierwsze zwycięstwo odniósł nad brytyjskim asem myśliwskim, Johnem Anthonym „Jackiem” McCuddenem, młodszym bratem jednego z największych asów brytyjskich, Jamesa McCuddena (18 marca 1918 roku). Został dwukrotnie ranny, we wrześniu i listopadzie 1917 roku.
Zginął w walce powietrznej z samolotami 24 Eskadry RAF 16 maja 1918 roku w okolicach Brunvillers-la-Motte pilotując samolot Fokker Dr.I. Został pochowany na cmentarzu wojennym w Cappy w departamencie Somma we Francji.

## Odznaczenia
- Krzyż Żelazny I Klasy
- Krzyż Żelazny II Klasy